# Анемои
У древној грчкој религији и миту, Анемои (грчки : Ἄνεμοι , 'Ветрови') су били богови ветра. Сваком од богова је приписиван кардинални правац из којег су долазили ветрови и сваки је био повезан са различитим годишњим добима и временским условима. Они су били потомци богиње зоре Еос и њеног мужа Астреја.

## Етимологија
Најраније сведочанство о речи на грчком и о обожавању ветрова од стране Грка, су можда микенски грчки облици речи 𐀀𐀚𐀗𐀂𐀋𐀩𐀊a-ne-mo-i-je-re-ja, 𐀀𐀚𐀗𐄀𐀂𐀋𐀩𐀊, a-ne-mo,i-je-re-ja што значи свештеница ветрова. Ове речи, написане линеарним писмом Б, пронађене су у таблетима из Кнососа.

## Митологија
Анемоји су мањи богови и потчињени су богу Еолу. Некада су били представљени као удари ветра, а понекад су персонификовани као крилати људи. Такође су понекад приказивани као коњи држани у шталама бога олује Еола, који је Одисеју обезбедио Анемоје у Одисеји . Извештава се да су Спартанци жртвовали коња ветровима на планини Тајгет. Астреј, астролошко божанство (понекад повезано са Еолом ), и Еос / Аурора, богиња зоре, били су родитељи Анемоја, према грчком песнику Хесиоду.
Од четири главна Анемоја, Бореја (Aquilo у римској митологији) је северни ветар и доносилац хладног зимског ваздуха, Зефир (Favonius на латинском) је западни ветар и доносилац лаганог пролећног и раног летњег поветарца, а Нот (Аустер на латинском) је јужни ветар и доносилац олуја касног лета и јесени; Еурус, југоисточни (или према некима, источни) ветар, није био повезан ни са једним од три грчка годишња доба, и једини је од ова четири Анемоја који се не помиње у Хесиодовој Теогонији или у Орфејевим химнама.
Божанства која су еквивалентна Анемојима у римској митологији била су Венти (латински, 'ветрови'). Ови богови су имали различита имена, али су иначе били веома слични својим грчким парњацима, позајмљивали су њихове атрибуте и често су их мешали. На Птоломијевој мапи света наведено је 12 ветрова: Septentrio (N), Aquilo (NNE), Vulturnus (NE), Subsolanus (E), Eurus (SE), Euroauster (SSE), Austerulnotus (S), Euronotus (SSW), Affricus (SW), Ephirus (W), Eurus (NW), Circius (NNW)